# Cliente de e-mail

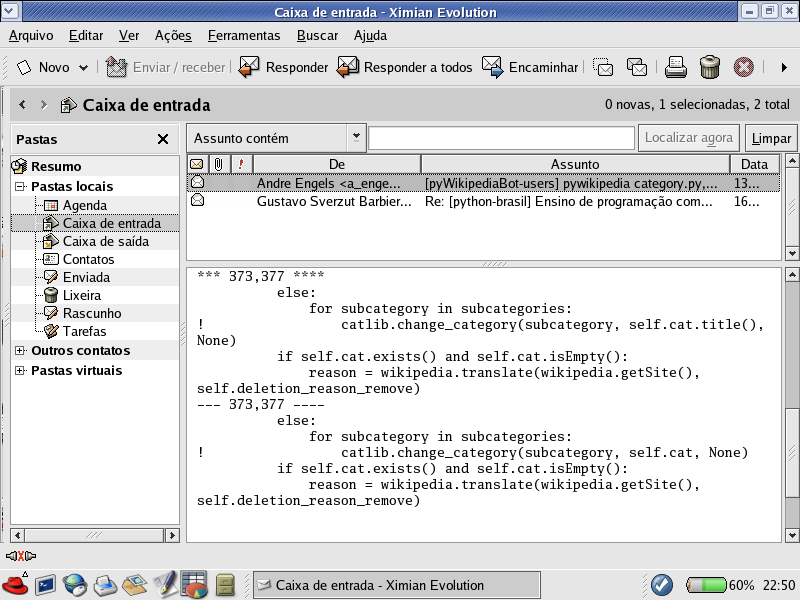
Exemplo de um programa gráfico de correio eletrónico, chamado Novell Evolution

Um cliente de correio eletrônico (em inglês, e-mail client) é um programa informático que permite enviar, receber e personalizar mensagens de correio eletrônico.

## Vantagens
- Ler e escrever mensagens de correio eletrônico offline;
- Armazenar o mensagens no disco rígido;
- Utilizar múltiplas contas de correio eletrônico ao mesmo tempo;
- Criar uma lista de contactos detalhada;
- Enviar e receber mensagens encriptadas;
- Travar o SPAM;
- Configurar grupos de notícias facilmente;
- Enviar mensagens de correio eletrônico  em formato HTML (que permite criar mensagens mais práticas e visualmente aprazíveis).

## Desvantagens
- Ocupam algum espaço no disco rígido (este agora já não é um grande problema);
- As mensagens recebidas também ocupam espaço no disco;
- Alguns clientes de correio eletrônico cobram;
- Nem sempre são compatíveis com todos servidores de correio eletrônico .

## Evolução
Nos sistemas Microsoft Windows, originalmente o IBM Lotus Organizer era o cliente de correio eletrônico mais utilizado, mas ao longo do tempo foi sendo substituído pelo Microsoft Outlook Express e posteriormente pelo Windows Mail, pelo fato deste vir incluído no próprio sistema operativo.
Nos sistemas Macintosh, o principal cliente de correio eletrônico utilizado é o Apple Mail.
Nos sistemas Linux e FreeBSD, os clientes de correio eletrônico que têm mais força são os chamados programas de código aberto como Mozilla Thunderbird, KMail, entre outros.